# Mimosa ursina
Mimosa ursina är en ärtväxtart som beskrevs av Carl Friedrich Philipp von Martius. Mimosa ursina ingår i släktet mimosor, och familjen ärtväxter. Inga underarter finns listade i Catalogue of Life.